# Giammaria Biemmi
Giammaria Biemmi était un prêtre italien qui a publié un ouvrage sur Scanderbeg, intitulé Istoria di Giorgio Castrioto Scanderbeg-Begh en 1742.

## Publications
- Istoria di Giorgio Castriota detto Scanderbergh (1742)
- Istoria di Brescia (tomo I - 1748, tomo II - 1749)
- Istoria di Ardiccio degli Aimoni e di Alghisio Gambara (1759)